# Bassem Srarfi
Bassem Srarfi (arabe : بسام الصرارفي), né le 25 juin 1997 à Tunis, est un footballeur international tunisien évoluant au poste de milieu offensif et ailier droit.

## Biographie

### Carrière en club
Le 31 janvier 2017, évoluant alors au Club africain, Srarfi s'engage avec l'OGC Nice jusqu'en 2021 grâce à l'autorisation de la Fédération tunisienne de football. Le montant du transfert est estimé à 3,6 millions de dinars, soit, 1,5 million d'euros.
Il fait ses débuts en Ligue 1 à l'occasion d'un match contre Montpellier le 24 février 2017.
Le 29 novembre, Srarfi marque son premier but avec l'OGC Nice face à Toulouse et permet à son équipe, en besoin critique de points, de s'imposer dans les derniers instants du match.
Il termine la saison avec au total trois buts en 26 matchs de championnat. Ses bonnes performances et sa saison pleine lui permettent d'attirer des convoitises. Il serait suivi de près par des clubs anglais comme Arsenal ou Leicester City.
Lors de la saison 2018-2019 du championnat de France, Bassem Srarfi inscrit son premier but le 5 octobre 2018, une nouvelle fois contre Toulouse au Stadium de Toulouse, permettant à l'OGC Nice d'obtenir un point lors de la neuvième journée.
Le 25 janvier 2020, il rejoint le SV Zulte Waregem pour un contrat de trois ans et demi. Il est très peu utilisé dans ce club, prenant part à 37 rencontres jusqu'en janvier 2023. Lors du mercato hivernal, il est transféré à Al Arabi SC.

### Carrière en sélection
Bassem Srarfi est convoqué pour la première fois en équipe de Tunisie le 13 mai 2017 pour un match face à l'Égypte dans le cadre de la première journée de la phase de poules de la coupe d’Afrique des nations. En 2018, il fait partie de la liste des joueurs retenus pour la coupe du monde en Russie. L'année suivante, il est à nouveau convoqué pour participer à la coupe d'Afrique des nations 2019. En décembre 2023, il est retenu dans la liste des 27 joueurs tunisiens sélectionnés par Jalel Kadri pour disputer la coupe d'Afrique des nations 2023.